# Пацков
Па́цков (бел. Пацкаў) — упразднённый хутор в Брагинском районе Гомельской области Республики Беларусь. В составе Малейковского сельсовета.
С 29 ноября 2005 года исключён из данных по учёту административно-территориальных и территориальных единиц.

## География
Урочище Пацков на карте.

## История
На карте Речицкого уезда Минской губернии Российской империи (1900-е) указан как хутор Пощеков, в Брагинской волости.
В 1998 году хутор входил в состав Малейковского сельсовета.
Входил в состав колхоза имени Э. Тельмана.
Согласно решению Гомельского областного исполнительного комитета от 17 ноября 2005 года № 793 с 29 ноября 2005 года хутор Пацков исключён из данных по учёту и регистрации административно-территориальных и территориальных единиц.